# Ergi

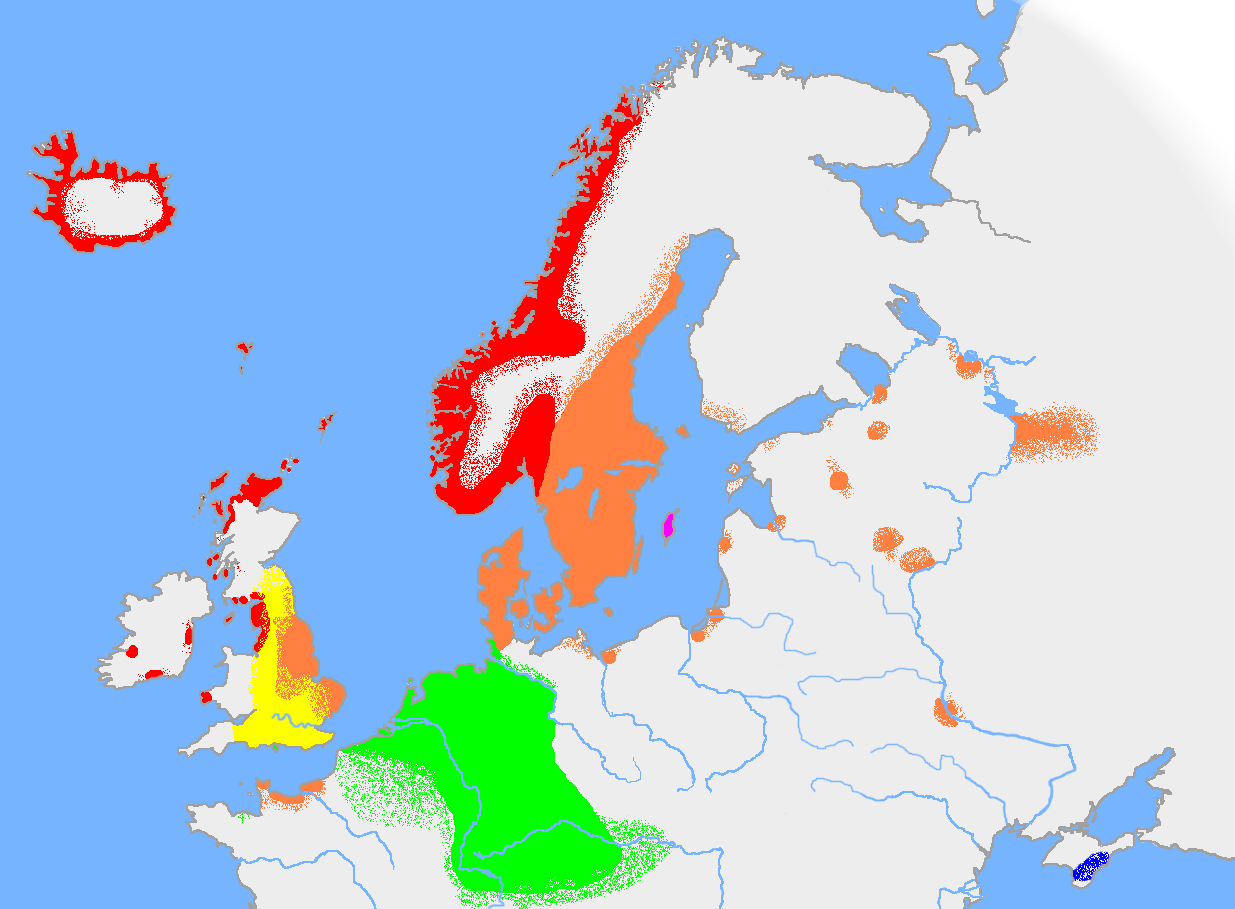
Verspreiding van het Oudnoords rond 900. Rood: Oudwestnoordse dialecten; Oranje: Oudoostnoordse dialecten; Roze: Oudgotisch; Groen: andere Germaanse talen.

Ergi (naamwoord) en argr (adjectief) zijn twee Oudnoordse spottermen, die verwijfdheid of niet mannelijk gedrag aangeven. 
Argr (ook ragr) betekent "onmannelijk" en ergi is "onmannelijkheid". Beide termen hebben aanverwante woorden in andere Germaanse talen zoals earh, earg, arag, arug, en in het Nederlands erg, ergeren .

## Scheldterm
Een man ervan beschuldigen argr te zijn, werd als scolding (schelden) aanzien. De geadresseerde kreeg daardoor een sociaal stigma opgeplakt (nīþ) en dat vormde een legale aanzet tot vervolg in een holmgang (een soort duel). Als de beschuldigde dan niet op deze uitdaging inging, gaf dat de uitdager het recht om de ander inderdaad als argr (onmannelijk, laf) te blijven beschouwen.
In de moderne Scandinavische talen, heeft argr de betekenis van "boos" (Zweeds, Noors arg, Deens arg/arrig). In modern IJslands is het woord geëvolueerd tot "ergilegur" hetgeen betekent "erg irriteerbaar [lijken]". In modern Nederlands betekent 'erg' "verschrikkelijk", "(zeer) vervelend", of "veel".
Het toepassen van seiðr (Oudnoordse magie) werd vanaf de Vikingtijd als ergi aanzien.
In IJslandse optekeningen en in Middeleeuwse Scandinavische wetten had de term argr connotaties van een ontvankelijke of passieve rol van een vrij geborene in homoseksuele omgang. Deze wetten werden uitgevaardigd nadat het land gekerstend was. Er zijn geen geschreven bronnen die aangeven hoe mensen daarvoor over homoseksualiteit dachten.

## Ergi en seiðr
Een man voor het gebruik van seiðr aanklagen had de bijbetekenis van verwijfdheid of seksuele perversie in de Vikingtijd. De oppergod Odin zelf werd bij monde van de stokergod Loki verweten dat hij seiðr gebruikte (in the Lokasenna).